# Entering a New Ride
Entering a New Ride is het negende en laatste studioalbum van de Britse indiedance-groep Big Audio Dynamite uit 1997. Het album is een van de eerste via internet gedistribueerde muziekalbums. Entering a New Ride werd namelijk geweigerd door de platenmaatschappij van de groep, Radioactive Records.

## Nummers

### Disc 1
1. "Man That Is Dynamite" – 6:23
2. "BAD and the Night Time Ride" – 4:55
3. "Sunday Best" – 4:20
4. "Must Be the Music" – 6:08
5. "Taking You to Another Dimension" – 6:49
6. "Sound of the BAD" – 6:20
7. "Cozy Ten Minutes" – 8:11
8. "Get High" – 5:01
9. "Bang Ice Geezer" – 4:33
10. "On the Ones and Twos" – 4:59
11. "Nice and Easy" – 6:53

### Disc 2
1. "Go with the Flow" – 11:12
2. "Sound of the Joe" – 6:21
3. "Man That Is Dynamite" (mix) – 5:21
4. "Sunday Best" (Christmas 99 mix) – 6:01
5. "Sunday Best" (extended mix) – 7:27
6. "Sunday Best" (remix) – 7:12
7. "BAD And The Night Time Ride" (remix) – 7:54

## Bezetting
- Mick Jones - Zang, Gitaar, Producer
- Ranking Roger - Zang
- Nick Hawkins – Gitaar, Zang
- André Shapps - Keyboards, Producer
- Daryl Fulstow - Basgitaar
- Bob Wond - Drums
- Michael "Lord Zonka" Custance - Zang, DJ, Songwriter, Producer
- DJ Joe Attard - Zang, MC, Songwriter, Producer